# Daewon-dong
Daewon-dong (koreanska: 대원동) är en stadsdel i staden Osan i provinsen Gyeonggi i den centrala delen av Sydkorea, 50 km söder om huvudstaden Seoul.